# Plectranthias
Genre
Plectranthias est un genre de poissons de la famille des Serranidae. Il comprend une soixantaine d'espèces répandues dans les mers chaudes du globe.

## Liste des espèces
Selon GBIF (22 juin 2021) :
- Plectranthias ahiahiata Shepherd, Phelps, Pinheiro, Pérez-Matus & Rocha, 2018
- Plectranthias alcocki Bineesh, Akhilesh, Gopalakrishnan & Jena, 2014
- Plectranthias alleni Randall, 1980
- Plectranthias altipinnatus Katayama & Masuda, 1980
- Plectranthias anthioides (Günther, 1872)
- Plectranthias azumanus Jordan & Richardson, 1910
- Plectranthias bauchotae Randall, 1980
- Plectranthias bennetti Allen & Walsh, 2015
- Plectranthias bilaticlavia Paulin & Roberts, 1987
- Plectranthias cirrhitoides Randall, 1980
- Plectranthias cruentus Gill & Roberts
- Plectranthias elaine Heemstra & Randall, 2009
- Plectranthias elongatus Wu, Randall & Chen, 2011
- Plectranthias exsul Heemstra & Anderson, 1983
- Plectranthias ferrugineus Gill, Pogonoski, Moore & Johnson, 2021
- Plectranthias fijiensis Raj & Seeto, 1983
- Plectranthias flammeus Williams, Delrieu-Trottin & Planes, 2013
- Plectranthias foresti Fourmanoir, 1977
- Plectranthias fourmanoiri Randall, 1980
- Plectranthias gardineri (Regan, 1908)
- Plectranthias garrupellus Robins & Starck, 1961
- Plectranthias grahami Gill, Pogonoski, Moore & Johnson, 2021
- Plectranthias helenae Randall, 1980
- Plectranthias hinano Shepherd, Phelps, Pinheiro, Rocha & Rocha, 2020
- Plectranthias inermis Randall, 1980
- Plectranthias intermedius (Kotthaus, 1973)
- Plectranthias japonicus (Steindachner, 1883)
- Plectranthias jothyi Randall, 1996
- Plectranthias kamii Randall, 1980
- Plectranthias klausewitzi Zajonz, 2006
- Plectranthias knappi Randall, 1996
- Plectranthias lasti Randall & Hoese, 1995
- Plectranthias longimanus (Weber, 1913)
- Plectranthias maculicauda (Regan, 1914)
- Plectranthias maugei Randall, 1980
- Plectranthias mcgroutheri Gill, Pogonoski, Moore & Johnson, 2021
- Plectranthias megalepis (Günther, 1880)
- Plectranthias megalophthalmus Fourmanoir & Randall, 1979
- Plectranthias melanesius Randall
- Plectranthias moretonensis Gill, Pogonoski, Moore & Johnson, 2021
- Plectranthias morgansi (Smith, 1961)
- Plectranthias nanus Randall, 1980
- Plectranthias nazcae Anderson, 2008
- Plectranthias pallidus Randall & Hoese, 1995
- Plectranthias parini Anderson & Randall, 1991
- Plectranthias pelicieri Randall & Shimizu, 1994
- Plectranthias polygonius Shepherd, Phelps, Pinheiro, Rocha & Rocha, 2020
- Plectranthias purpuralepis Tang, Lai & Ho, 2020
- Plectranthias randalli Fourmanoir & Rivaton, 1980
- Plectranthias retrofasciatus Fourmanoir & Randall, 1979
- Plectranthias robertsi Randall & Hoese, 1995
- Plectranthias rubrifasciatus Fourmanoir & Randall, 1979
- Plectranthias sagamiensis (Katayama, 1964)
- Plectranthias sheni Chen & Shao, 2002
- Plectranthias takasei Gill, Tea & Senou, 2016
- Plectranthias taylori Randall, 1980
- Plectranthias vexillarius Randall, 1980
- Plectranthias wheeleri Randall, 1980
- Plectranthias whiteheadi Randall, 1980
- Plectranthias winniensis (Tyler, 1966)
- Plectranthias xanthomaculatus Wu, Randall & Chen, 2011
- Plectranthias yamakawai Yoshino, 1972

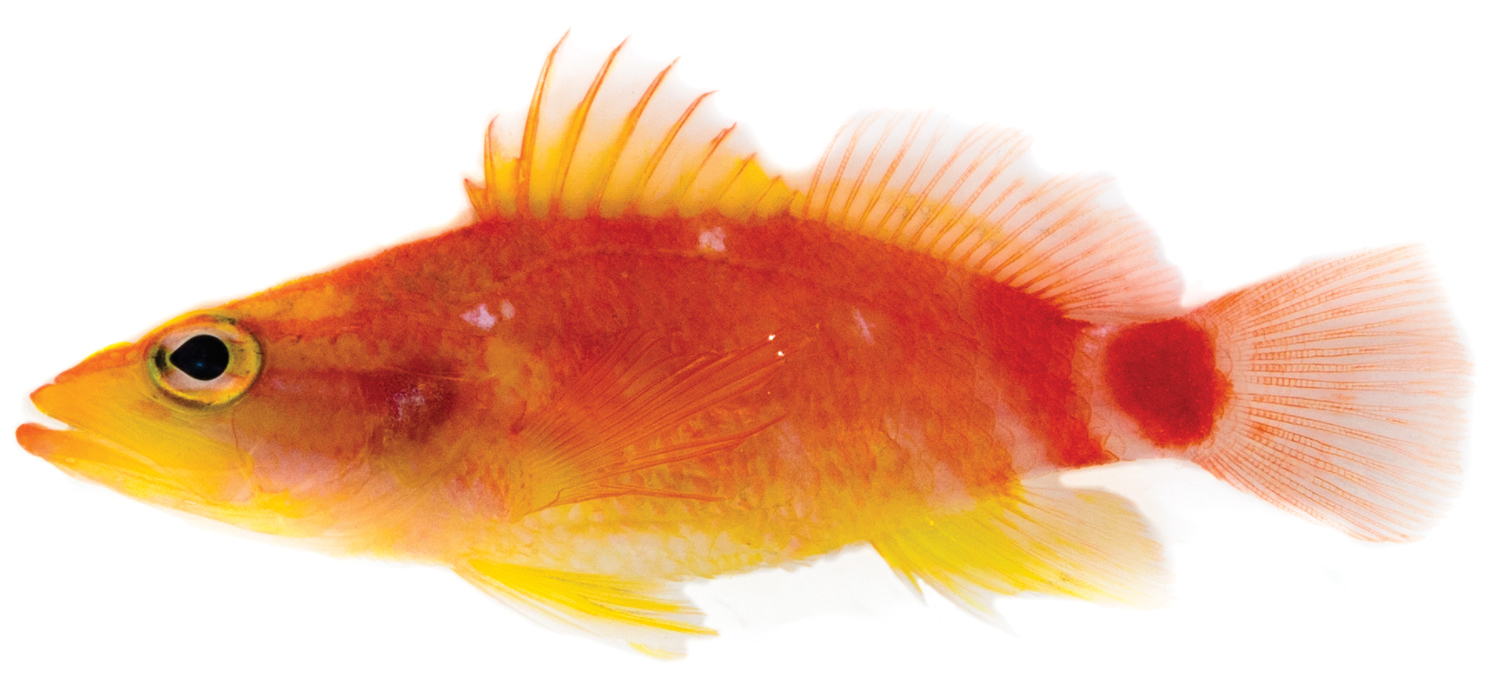
Plectranthias ahiahiata.
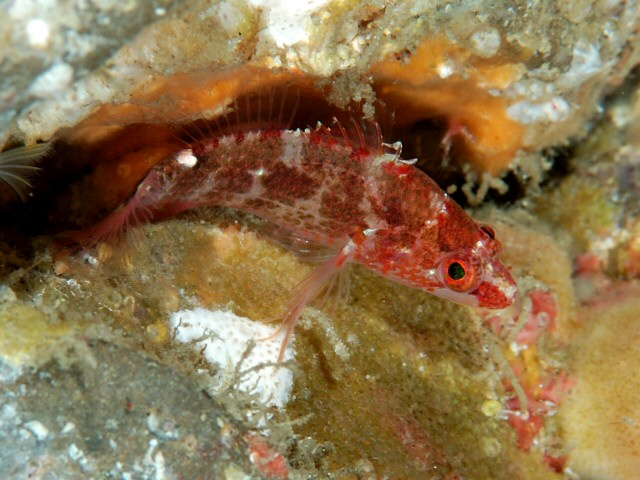
Plectranthias longimanus.
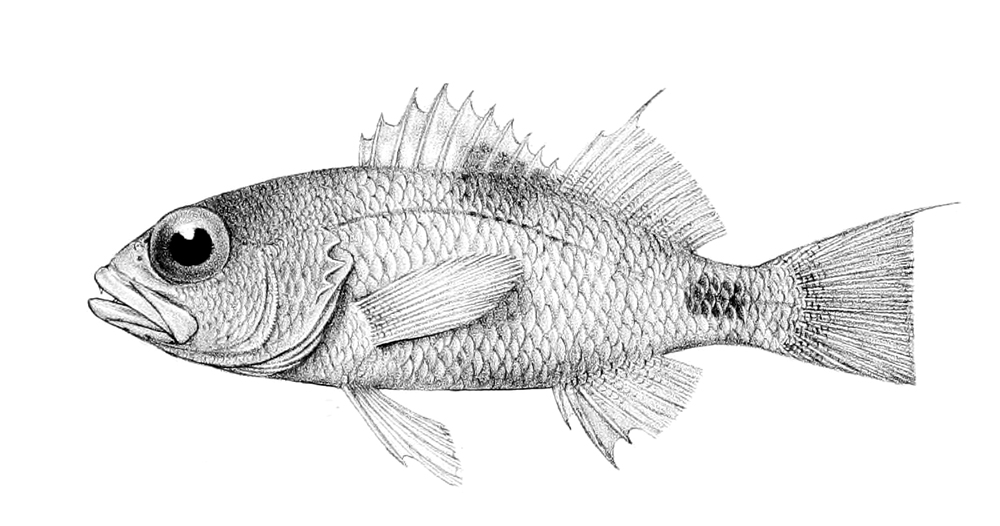
Plectranthias maculicauda.
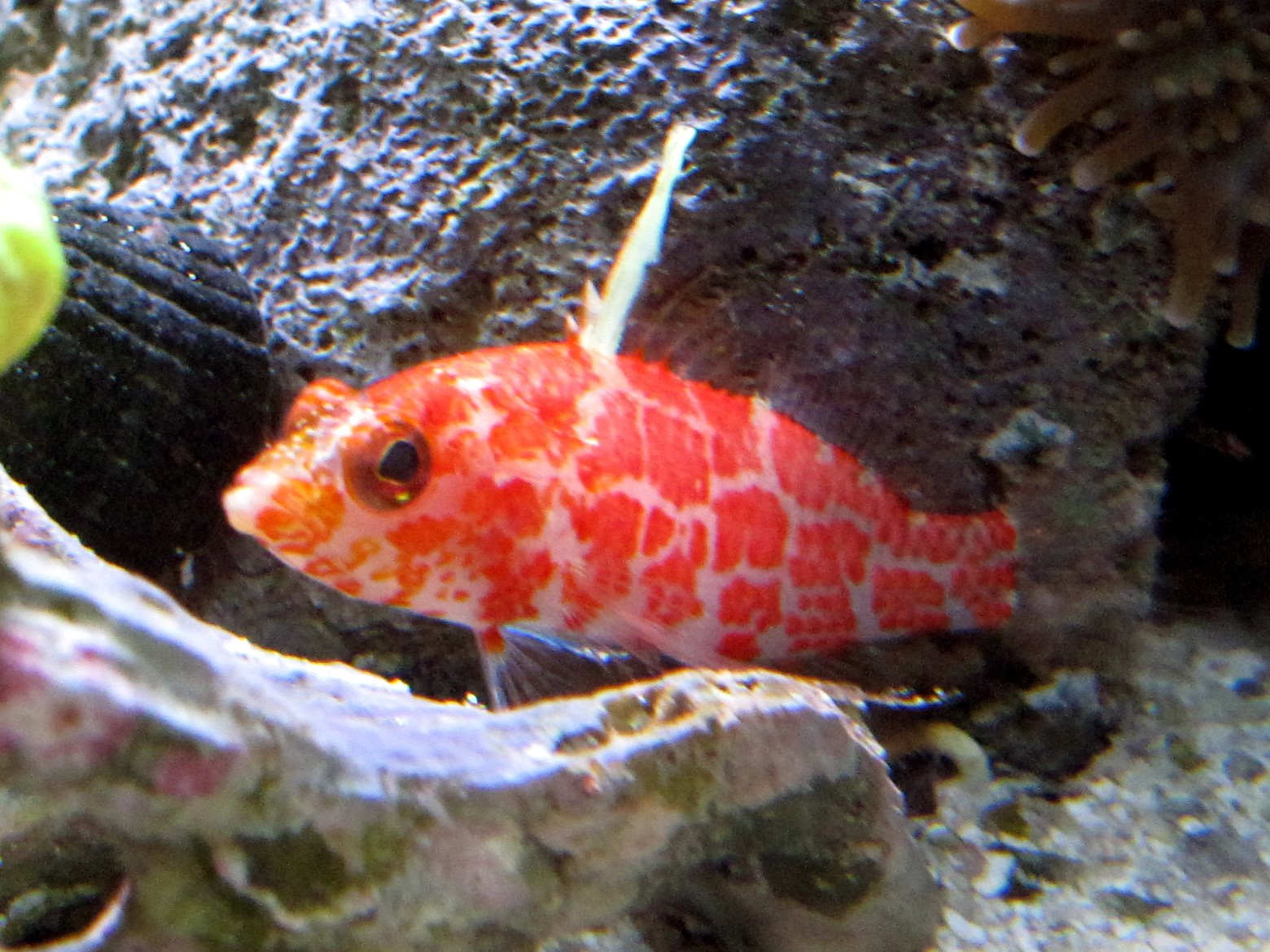
Plectranthias inermis.
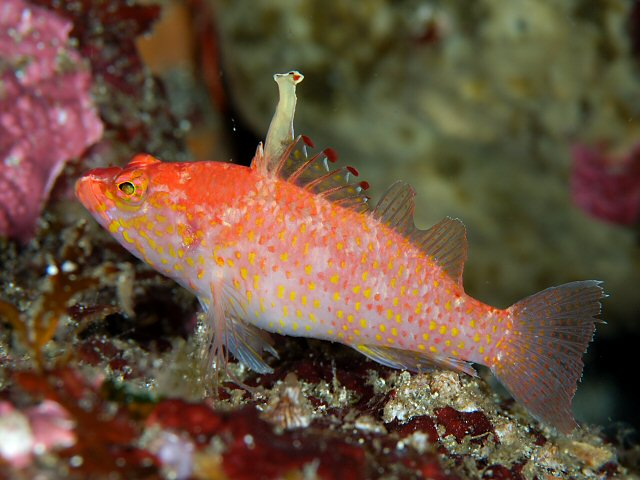
Plectranthias altipinnatus.

## Systématique
Le nom scientifique de ce taxon est Plectranthias, choisi par l'ichtyologiste néerlandais Pieter Bleeker, en 1873,.
Les genres suivants sont synonymes de Plectranthias selon GBIF (22 juin 2021) :
- Isobuna Jordan, 1907
- Paracirrhites Steindachner, 1883
- Pelontrus Smith, 1961
- Pteranthias Weber, 1913
- Sayonara Jordan & Seale, 1906
- Serranops Regan, 1914
- Xenanthias Regan, 1908
- Zacallanthias Katayama, 1964